# Seabrookia
Seabrookia es un género de foraminífero bentónico de la Subfamilia Seabrookiinae, de la Familia Glandulinidae, de la Superfamilia Polymorphinoidea, del Suborden Lagenina y del Orden Lagenida. Su especie-tipo es Seabrookia pellucida. Su rango cronoestratigráfico abarca desde el Maastrichtiense (Cretácico superior) hasta la Actualidad.

## Discusión
Clasificaciones previas incluían Seabrookia en la Superfamilia Nodosarioidea.

## Clasificación
Seabrookia incluye a las siguientes especies:
- Seabrookia cubana
- Seabrookia curta
- Seabrookia danica
- Seabrookia irregularis
- Seabrookia lagenoides
- Seabrookia miocenica
- Seabrookia oligocenica
- Seabrookia pellucida
  - Seabrookia pellucida panayensis
- Seabrookia rugosa
- Seabrookia sigmoidea
- Seabrookia stewarti
- Seabrookia tenuis

Otras especies consideradas en Seabrookia son:
- Seabrookia cocosensis, de posición genérica incierta
- Seabrookia earlandi, considerado sinónimo posterior de Seabrookia pellucida